# Place du Général-Leclerc (Suresnes)
Pour les articles homonymes, voir Place du Général-Leclerc.
La place du Général-Leclerc est une voie publique de la commune de Suresnes, dans le département français des Hauts-de-Seine.

## Situation et accès
Cette voie se trouve dans le bas de Suresnes, au sein du quartier historique. Elle est accessible en voiture par le boulevard Henri-Sellier, qui permet de rejoindre Paris, et en train par la gare de Suresnes-Longchamp. Bordée de nombreux commerces, cafés-restaurants et bars, elle est majoritairement piétonne.
De cette place, attenante à la place du 8-Mai-1945, partent plusieurs voies de communication :
- Rue Jules-Ferry,
- Rue Fizeau,
- Avenue de la Belle-Gabrielle,
- Rue Émile-Zola,
- Rue des Bourets.

## Origine du nom

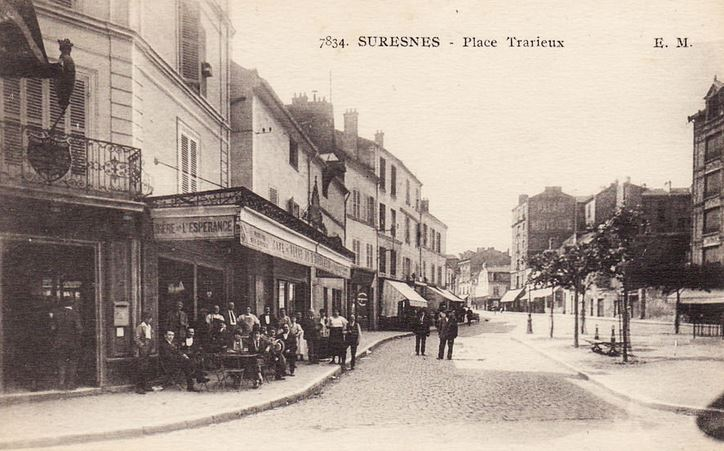
La place Trarieux sur une carte postale datant des années 1900.

Le nom de cette place rend hommage à Philippe Leclerc de Hauteclocque (22 novembre 1902 – 28 novembre 1947), général commandant la 2e division blindée durant la seconde Guerre mondiale.

## Historique
Il s'agit de l'une des places les plus anciennes de Suresnes, dont la première mention date de 1406. Elle est alors nommée « place des Courtieux », sans doute une déformation de courtier (liée à l'activité de vente de vin, les coteaux de Suresnes étant parcourus de vigne) ou « place des Courtes-queux » ou « place des Courqueux » (liée à un jeu de mots sur une mesure de capacité de vin — une queue égale un tonneau —, que les courtiers avaient intérêt à raccourcir) ; elle devient ensuite « place d'Armes ». De vieilles maisons subsistent toujours sur son côté sud — le no 15 dépendait du four banal —.
En 1791, sous la Révolution, elle devient « place de la Fédération », redevient ensuite la « place d'Armes », est renommée « place Trarieux » en 1906 du nom d'un ministre puis « place du Général-Leclerc » en 1948,. Derrière la rue Émile-Zola subsiste l'esplanade des Courtieux, qui fait perdurer le nom originel de la place ; elle est toutefois uniquement entourée d'immeubles contemporains, après les travaux des années 1970 qui ont vu la destruction d'une grande partie des maisons du vieux Suresnes. Elle est renommée esplanade Jacques-Chirac en 2019.

## Bâtiments remarquables et lieux de mémoire

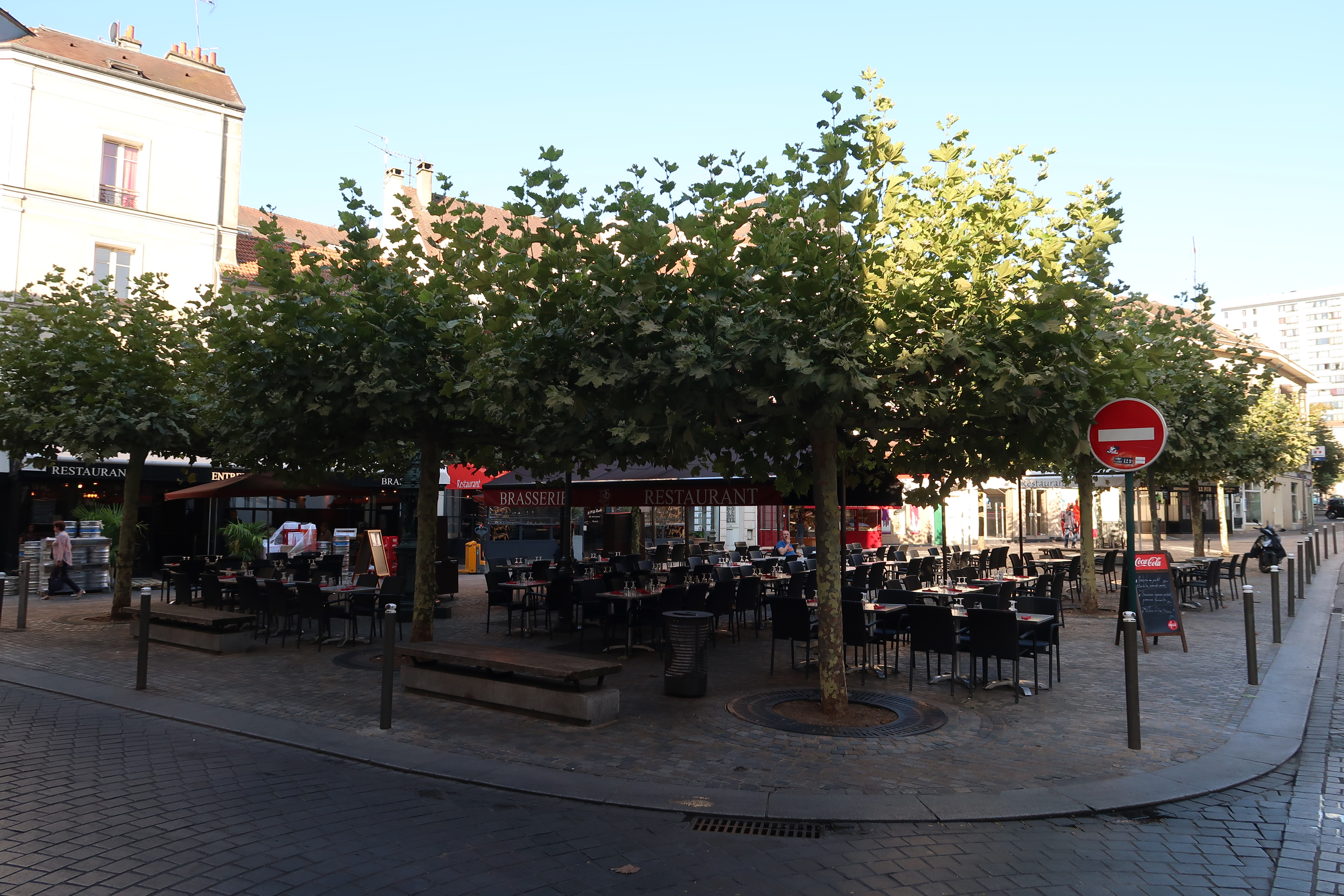
La place du Général-Leclerc.

- En 1793 (28 brumaire an II), un obélisque est élevé sur la place, à la mémoire des enfants de Suresnes morts pour la patrie. Oublié, il est détruit en 1868, le maire de Suresnes de l'époque, Louis Alexandre Delaunay, estimant qu'il « ne présentait aucun souvenir historique »[5],[6].

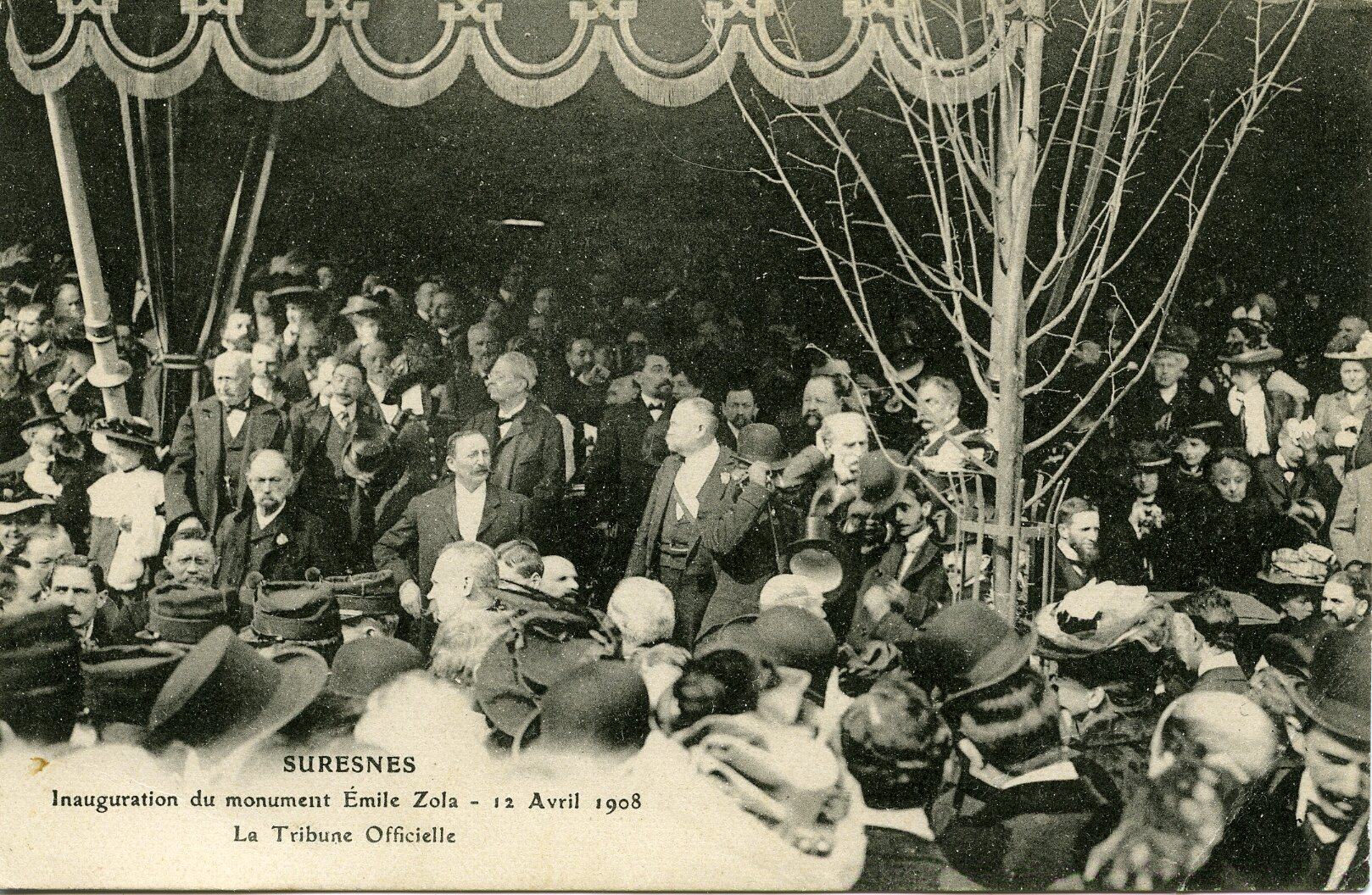
Tribune officielle lors de l'inauguration du monument en 1908.

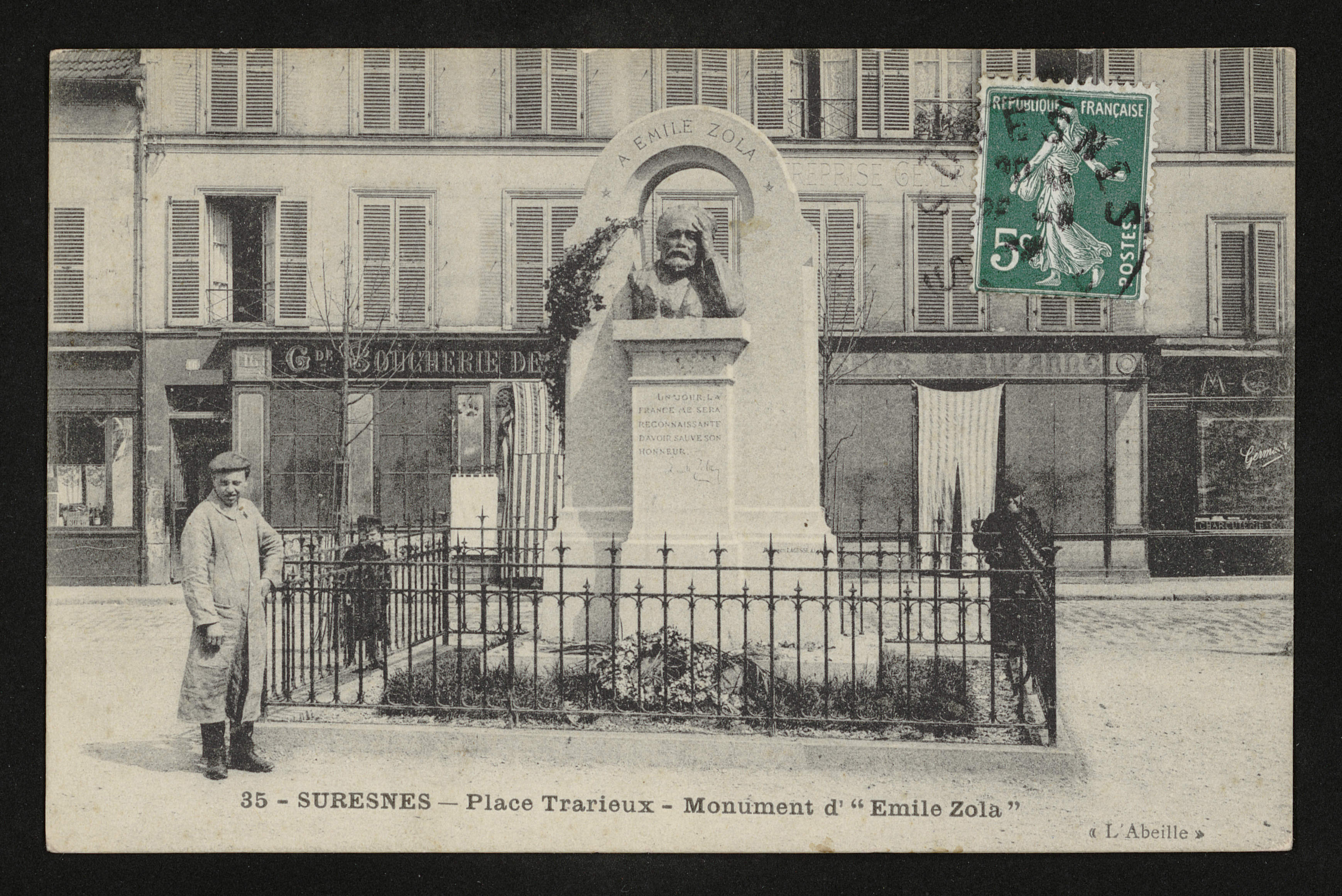
Le monument.

- En 1908 est installé sur la place un buste à l'effigie d'Émile Zola[7]. Réalisé par le sculpteur Émile Derré avec le bronze des cloches de l'église Saint-Leufroy détruite en 1906, il donne lieu à une vive polémique. L'inauguration a lieu le 12 avril 1908, avec la participation de Gustave Charpentier et du conservatoire de Mimi Pinson qu’il dirigeait. Le fils de l'écrivain, Jacques-Émile Zola, est présent. Le maire Victor Diederich, anticlérical, déclare lors de la cérémonie : « Cette cloche a suffisamment sonné l'erreur pour proclamer maintenant la vérité… »[8]. L'évènement est perturbé par quelques anti-dreyfusards, qui crient : « À bas Zola, à bas Dreyfus, vive Mercier ! ». Un manifestant est même arrêté et, l'après-midi qui suit, des Camelots du roi essaient de renverser le buste. L'écrivain Léon Bloy s'insurge : « Le buste d'Émile, inauguré à Suresnes en 1908, avec fracas, aurait été fait du bronze des cloches de l'église désaffectée et dépouillée. Quel mortel obtint jamais pareil honneur ? Ce pauvre bronze, autrefois béni pour appeler les hommes à la prière et pour écarter la foudre, transformé par force en un simulacre de la Bêtise et de l'Infamie ! […] Je ne voudrais pas passer, à minuit, devant le bronze béni de cette crapule »[9]. Sur son socle est gravée une phrase d'Émile Zola écrite pendant l'affaire Dreyfus : « Un jour, la France me sera reconnaissante d’avoir sauvé son honneur »[10]. En 1926, le maire Henri Sellier fait transférer le buste dans le square de la bibliothèque municipale. Il se trouve depuis 1992 dans le jardin du collège Émile-Zola, dans un quartier adjacent[11],[12].
- Marché Zola (en plein-air, les mercredis et samedis matin)[13].

## Pour approfondir